# Мобинг
Мобингът (на английски: mobbing, to mob – нападам, нахвърлям се върху някого в група), има значението на групов психически тормоз.

## Развитие на концепцията
Първоначално терминът мобинг е въведен не от изследовател на отношенията между хората на работното място, а от Конрад Лоренц в книгата му със заглавие За агресията (1966), в която авторът описва мобинг сред птиците и бозайниците. Според автора, у хората също са заложени подобни импулси, коренящи се в инстинкта им за оцеляване.
През 80-те години на XX век шведският психолог Хайнц Лайман обозначава по този начин негативната комуникация на работното място.
Мобингът е всяка форма на повтарящ се тормоз на работното място, в учебното заведение или академичните среди, в интернет – т.нар. cybermobbing, или по местоживеене – психологически, емоционален и сексуален.
Другите термини, които описват този феномен, са малтретиране (bullying) и тормоз (harassment).

## Последствия от мобинга
Мобингът е враждебно поведение, което може да включва действия срещу репутацията или личното достойнство на засегнатия (разпръскване на слухове с цел унижение, клюкарстване и злословене, коментари със сексуален подтекст, ясно демонстриране на пренебрежение), действия срещу упражняването на работата му, манипулация на комуникацията или на информацията и ситуации на неравнопоставеност. Той е вид емоционално насилие, което се разпространява като вирус и в крайна сметка нападнатото лице може да загуби работното си място, да бъде изправено пред социална изолация и пред редица здравословни проблеми. Разстройства като тревожността и депресията са най-честите емоционални патологии, съпътствани от психофизиологични разстройства като увеличаване на артериалното налягане, проблеми със съня, сърдечно-съдови заболявания, кожни и алергични прояви, стомашно-чревни разстройства, главоболие и други. Според Лейман, възникващото в редица случаи посттравматично стресово разстройство у жертви на мобинг е сходно с това у задържаните в трудов или концентрационен лагер.

## Причини за възникване на мобинга
Мобингът е феномен, чиито корени често се търсят в икономическата криза, срещу която се изправят много страни.
Мобингът може да се определи като конфликт за територия. Това означава, че мобингът се използва от някой, който чувства застрашена позицията си на лидер. Често лицата, набелязани и подложени на психотерор, имат по-висока квалификация и образование, повече харизма от подбудителя на мобинга и по този начин представляват някаква опасност за него.
По-конкретно, основните предпоставки за мобинг са следните:
- От страна на жертвата: конкуренция с вече съществуващ авторитет (чрез излизане от психологическите рамки на колектива, лидера, ръководството); стил на поведение на жертва (слабост, безволевост, мекушавост, хленчене, сервилност)
- От страна на агресора: завист, желание да унижиш (за лично удовлетворение, развлечение или (само) утвърждаване), желание да подчиниш
- Липса на обратна връзка/комуникация между страните.
Вълната на мобинга често се заражда във фирми или организации, където работите като цяло не вървят добре; производителността, качеството на работа, дисциплината и организацията като цяло не са на висота. В такива организации „престараващият се“ служител не прави добро впечатление и често „пречи“ на някого.
В подобна среда обект на атаки от мобъри стават разобличителите, т.нар. whistleblowers. Това са „вътрешни, работещи в дадена организация служители, които изобличават даден социален проблем или друга нередност в самата организация или, в по-общ смисъл, изразяват несъгласие с доминиращите там възгледи или практики“.
Организацията, от своя страна, вместо да коригира така посочената нередност, нерядко реагира с мобинг атака срещу „непасващия“ в колектива whistleblower (явление, известно под името „Синдром Застреляй вестоносеца“).
Изконният човешки стремеж към набелязване на изкупителни жертви е подробно анализиран от френския културолог Рене Жирар / René Girard.
Демонизирането и елиминирането на изкупителните жертви, прехвърлянето на отговорността за проблемите в групата върху „неудобния“ индивид оневинява групата като цяло и солидаризира нейните членове. Мобингът и търсенето на изкупителна жертва са синоними.

## Как действа инициаторът на мобинга?
Мобинг рядко се извършва пряко или агресивно. Най-често мобърът използва групи от хора (mob – англ. „тълпа“) за целите си. Той използва събирателния ефект от действията на много хора, които са подстрекавани за изпълнение на неговите намерения.
Схемата е следната: вместо агресора други „поемат щафетата“ и започват да набират нови поддръжници на „каузата“ сред свои познати и приятели. Кръгът на участниците в мобинга прогресивно се увеличава. Бива инфилтрирана и средата на хората, сред които се движите извън първоначално „заразената“ среда. От вас се очаква да загубите самообладание и да се включите в постоянно ескалиращ конфликт с един, няколко или с всички тези „изпълнители“, и от обикновени участници в мобинга те да се превърнат във ваши лични врагове, да започне интензивна размяна на обидни реплики и т.н.
Преди началото на атаката инициаторът на мобинга е подчертано любезен с членовете на вашия колектив. Той се стреми да спечели участниците в ситуацията на своя страна, за да е сигурен, че когато конфликтът се разрази, ще има тяхната подкрепа. Служи си с комплименти и откровени ласкателства по адрес на другите, а вас подчертано игнорира. Инициаторите на мобинг избягват да разговарят с жертвата, а често – и да я гледат в очите. В случаите, когато все пак разговарят с жертвите, инициаторите на мобинга го правят с няколко най-вероятни цели: да обидят и унизят; да провокират; да изтощят емоционално. Нападнатото лице трябва да се заплете в собствените си несвързани обяснения и оправдания. Увличат го да навлезе в тема, в която не е компетентен, а те предварително са си „научили урока“ по дадената тема. Ако жертвата предпочете да не „забележи“ неприятната ситуация на мобинг, подражавайки на прословутия щраус, и реши да „информира“ агресора по „интересуващите“ го въпроси, тя бързо и лесно става обект на насмешки. Мобърите нямат за цел да научат нещо от вас – единственото, което целят, е вашето унижение.
Любим техен похват е, примерно, обръщайки се към вас, да започнат с нещо като културното „добър ден“ и да завършат фразата с вулгарен епитет; психологическият ефект върху вас наподобява контрастния душ. Образно казано, издигат ви на високо и след това ви пускат да „летите“ в пропастта на унижението. „Контрастните душове“ не са непременно вербални.

## Кои са съучастниците?
Американският социален психолог Филип Зимбардо е известен с дефинирането на т.нар. Ефект на Луцифер, получил името си от митологичната метаморфоза на Луцифер в Сатана. Названието му обяснява социалния феномен, когато „добрите хора стават лоши“ поради определени ситуационни влияния или дадена им власт. Според Зимбардо, хората не могат да бъдат дефинирани като „добри“ или „лоши“ поради факта, че, в зависимост от ситуацията, сме способни да действаме и по двата начина. „Добрите хора могат да бъдат накарани, прелъстени, подтикнати да се държат зле. Също така, те могат да бъдат подведени да постъпват ирационално, глупаво, саморазрушително, антисоциално и безразсъдно, когато биват потопени в „тотални ситуации“, повлияващи човешката природа по начини, които са предизвикателство за нашето чувство за стабилност и единство на личностната ни идентичност, характер и морал". Зимбардо отбелязва и че „ние като хора желаем да вярваме в непроменящото се добро начало у хората и в силата им да противостоят на ситуационен и външен натиск и изкушения“. Всъщност, „натискът от обкръжението, желанието да бъдем „готини“, страхът от отхвърляне и просто фактът, че сме част от група, са отправни точки за нелепо и неприсъщо за нас поведение".

## Как може да се справите с психотормоза?
Опитът показва, че говоренето рядко дава добри резултати. Това се дължи на факта, че в мобинга участват много хора, така че никой конкретно не е отговорен за него. Директният сблъсък с участващите лица обичайно няма да даде добри резултати, тъй като подбудителят най-вероятно не е сред тях, а се крие страхливо във фонов режим.
Ако сте наясно кой е подбудителят, защитете се веднага, щом усетите атаката срещу вас. Мълчанието не се препоръчва при очертаваща се дългосрочна непримирима война с тежки последици за вас.
Ако прецените, че става въпрос за нещо дребно, си замълчете: биват обиждани онези, които лесно се засягат.
Трябва да знаете следното: мобингът представлява огромен стресов фактор и може психологически да пречупи подложеното на мобинг лице. Причината за това е че лицето се изключва от групата. Никой не иска да бъде встрани от групата. Тъй като мобингът обикновено се извършва по коварен начин – зад гърба на жертвата, тя обикновено започва да се оправдава и извинява, и да търси вината в себе си. Трябва да се има предвид, че този начин на тълкуване на ситуацията може да доведе атакуваното лице буквално до лудост. Трябва да осъзнаем, следователно, че търсенето на причини няма да реши проблема с тормоза.
Отвърнете на удара – но не като атакувате всички около вас, които смятате, че участват в тормоза. Отвърнете на удара, като сте малко по-резервирани и малко по-враждебни към „мобърите“.
Не започвайте спор. Не обсъждайте въпроса. Ще забележите, че сте в състояние да си възвърнете контрола над ситуацията. Вие отново ще бъдете в състояние да изградите свое „пространство“.
Фактът, че сте леко недружелюбен, ще покаже на „мобърите“, че играта с вас няма да бъде лесна, и организираната срещу вас група ще се разпадне с течение на времето.
Отворете очите си и вижте играта. Това, което подбудителят на мобинга прави срещу вас, ще го направи и срещу другите.
Какво можете да направите, за да спрете напълно тормоза? Обикновено е най-добре да изчакате „оттичането на мътните води“. Времето минава – както и мобингът.
Има едно малко упражнение за намаляване на прекомерното ви желание да бъдете приет от вашите колеги. Казвайте си многократно, всеки ден по няколко пъти, следното изречение:
„Въпреки че съм изолиран/-а и третиран/-а без уважение от моите колеги, съседи..., аз обичам и приемам себе си“.
Ще се почувствате по-добре и това ще намали нивото ви на стрес. Мобингът ще изгуби контрол над вас и постепенно напълно ще се разпадне.
Знайте, че инициаторите на мобинг са рецидивисти. Те не могат да не тормозят някого.
Ето някои стъпки, за да избегнете превръщането си в мишена за тормоз на работното място:
1) Повишавайте информираността си. Бъдете наясно с промените в управлението и възможните разлики между вашите ценности и ценностите на колектива/организацията.
2) Понякога не можете „просто да се търпим и някак да караме заедно“, което означава, че трябва да продължите напред и да напуснете. Не е честно, но друг изход няма. Някои различия са твърде големи, за да бъдат изгладени и преодоляни.
Ако можете да намерите по-добра или съпоставима с настоящата възможност за работа, направете го възможно най-бързо.
3) Снишавайте се. Намерете начин да се защитите и да стоите в сянка. По-трудно ще се превърнете в набелязана жертва, ако стоите на разстояние от радара.
Не предизвиквайте открито подбудителя на мобинга. Не излизайте с предложения, които се различават от неговия дневен ред. Не предлагайте конструктивна критика. Станете някой, който винаги отговаря с „да“ или мълчете, когато не сте съгласни. Изпълнявайте задачите си в срок, усмихвайте се и не изпъквайте от групата.
Ако вършите нещо, което ви кара да изглеждате добре – способен, квалифициран и т.н., мобърите ще решат, че изглеждат зле в сравнение с вас и ще се обърнат срещу вас.
„Снишаването“ трябва да бъде временно решение, а не дългосрочна стратегия. С течение на времето тя може да стане също толкова стресираща и деморализираща, както и това да бъдете обект на тормоз.
Дори и в най-доброжелателните колективи недолюбват слабите, твърде тихите и „безсловесните“.
4) „Играйте“ спокойно. Ако сте склонни към тревожност, опитайте се да го прикриете възможно най-добре. Например, намалете поведенческите сигнали за тревожност, такива като нервничене, стоеж „кръстосани крака“ – като единият постоянно подскача, гризане на нокти, постоянни извинения и нервен смях. Мобърите, както и хищниците в дивата природа, подушват страха, така че нека никога не ви виждат „изпотен“. Излъчвайте тиха увереност, дори и ако трябва да се преструвате на първо време.
5) Гледайте ги в очите. Това е свързано с държането на емоциите ви под контрол. Въпреки че не си струва директно да се изправите срещу агресора или да го предизвикате, не правете грешката да отстъпвате или бягате, когато той ви атакува вербално. Погледнете го в очите, запазете спокойствие и учтиво изложете гледната си точка, като не забравяте да се придържате към фактите. Това е по-лесно да се каже, отколкото да се направи. Агресорите са виртуози в изкарването на опонентите си извън релси.
6) Развивайте и практикувайте умения за справяне с конфликтни ситуации, за да се намали напрежението. Отличителен белег на тормоза/мобинга е непрекъснатият конфликт. Преодоляването на гнева, преди конфликтът да е ескалирал ще ви бъде от полза. Практикувайте гъвкавост с чувство за хумор. Научете се да се дистанцирате от емоционалния заряд на напрегнатите ситуации. Опитайте се да останете невъзмутим. Ако мобърите забележат вашия страх, това ще бъде сигнал за тях – за пристъпване към емоционална/психическа ликвидация.
7) Не намалявайте вашата продуктивност. Когато се намирате в стресова ситуация, може да ви е трудно да бъдете толкова продуктивни, колкото обикновено. Направете каквото можете и се борете с това. Не допускайте продуктивността ви да падне. Никога не бездействайте – дори когато видимо отговорностите ви намаляват, дори когато ви изолират от ред ваши доскорошни задължения. Включете се, ако работодателят ви предлага курсове за професионално развитие. Важно е винаги да сте зает.
Не идвайте на работа последен, не си тръгвайте по-рано, не закъснявайте, не си позволявайте продължителен обяд, прекалено много отсъствия и твърде много почивки. Докато вашите колеги могат да се радват на по-небрежно съществуване в работната среда, същото не може да се каже и за вас в ситуация на мобинг.
8) Документирайте/записвайте всичко. Документирайте всеки разговор, конфронтация или писмено свидетелство за злоупотреба. Записвайте датата, часа, ключовите лица и колкото се може повече подробности за ситуациите, в които се провежда мобингът. Дръжте данните на безопасно място (не на личния или служебния си компютър). Имайте всички оценки, записи на работата, която сте свършили, графици и всяко друго доказателство, че си вършите работата и сте „добър служител“. Ако можете, правете снимки, записвайте разговорите, пазете имейли.
9) Останете възможно най-неутрален. Ако изглеждате депресирани или сломени, ще подтикнете нападателя или нападателите да продължат и дори да увеличават тормоза. Агресорите са доволни от чувството, което изпитват, когато малтретират някого. Те няма да спрат, ако демонстрирате, че сте се предали и развеете миролюбиво „бялото знаме“.
10) Не подхранвайте „драмата“. Ако колегите ви клюкарстват за вас или за нападателя, не се присъединявайте. Първо, клюкарстването за нападателя може да бъде обикновена провокация. В ситуация на мобинг НИКОГА не се поддавайте на провокации, подтикнати от „чувството си за справедливост“ и „справедливия си гняв“. Участието в клюки за нападателя само ще подхрани драмата и ще доведе до ескалация на ситуацията. Не се изкушавайте да събирате съюзниците си и да се наслаждавате на тяхната подкрепа за вас и на общото възмущение от агресора. Това ще направи работното ви място по-неуютно, отколкото вече е, и дори може да постави някои от колегите ви на горещия стол.
Никога не изпускайте нервите си до степен, че да използвате обидни думи и изрази по адрес на участниците в мобинга, дори ако те използват такива срещу вас. Обидните и унизителни реплики и невербални жестове по ваш адрес не са опит за диалог. Не сте длъжен да им давате отговор. И със сигурност няма да спечелите от безкрайната размяна на инфантилни реплики от типа на: „Глупак!“ – „Ти си глупак!“. Имате право да мълчите, докато участниците в мобинга не бъдат готови да разговарят с вас и да обсъдят проблема или конфликтната ситуация на неутрален език, без обидни квалификации.
Не изпадайте в положение да изглеждате „конфликтен“ и „недисциплиниран“ пред ръководството на организацията. Спокойно защитете своята позиция и ако репликите продължават да бъдат обидни, седете тихо. Отговаряйте кратко на въпросите. Не говорете повече, отколкото трябва и не се страхувайте от периодите на мълчание. Колкото повече говорите, толкова повече муниции давате на мобърите. Но ако сте мълчаливи и просто ги гледате и слушате, те ще станат по-склонни да казват неща, които рано или късно ще ги препънат.
Никога не се оправдавайте. Не забравяйте, че „оправданията са за виновните“. Всяко оправдание ви поставя в крайно неизгодната ситуация на заловено „на местопрестъплението“ палаво дете, което се опитва да убеди родителите си, че не то е счупило вазата и че някой друг е изял сладкото. Сладкото само се е изпарило, а вазата е паднала самичка. И най-железните аргументи няма да ви помогнат, ако се настроите на вълна „оправдания“. Помнете, че „свидетели“ на вашите „престъпления“ винаги могат да се намерят. Вместо да се оправдавате, просто доведете обвиненията към вас до пълен абсурд: „Да, аз съм председател на Европейската партия на педофилите!“. Смехът е мощно оръжие. Хората никога вече не приемат насериозно някого, на който са се смели до сълзи.
Никога не говорете срещу себе си със сериозен тон.
11) Погрижете се за себе си. Хранете се пълноценно, получавайте достатъчно сън и се отпуснете, когато можете. Правете малки полезни неща за себе си: вземете гореща вана, почетете книга или отидете на разходка. Отклонете вниманието си от вулгарните нападки: защо да си губите времето с тях, когато има велики мисли, прекрасни картини, кулинарни шедьоври, удивителни технически изобретения, с други думи – всичко най-добро, създадено от човечеството?
12) Ако е необходимо, потърсете съвет от психолог.
13) Знайте, че вината не е ваша или не е изцяло ваша.
Малтретирането е избор. Мобърите изпитват удовлетворение, когато нараняват хората и ги карат да се чувстват зле. Вероятно нищо не сте могли/не можете да направите, за да спрете инициатора на мобинга.
Често подбудителят на мобинга упражнява паралелно с това и сталкинг.

## Основни признаци за наличие на мобинг
Много от засегнатите изпитват неудобство да споделят за мобинг атаките на работното им място – те или сами смятат, че може би притесненията им имат параноиден характер, или идеята за тяхната „параноичност“ им се внушава в прав текст от самите мобъри (разновидност на т. нар. Gaslighting – психологически похват за дезориентиране на жертвата, при който ѝ се поднася невярна информация, така че набелязаното лице да се усъмни в своите памет, възприятия и здрав разум). Затова, ако сте убеден/-а, че сте жертва на мобинг, има редица признаци, според които да прецените дали това наистина е така.
Социолози и други учени са създали списъци с основни признаци, които помагат при идентифицирането на мобинг в даден колектив.
"1. Според стандартните критерии за качество на работата, жертвата е поне на средно ниво, ако не и над средното ниво.
2. Слуховете и клюките циркулират около някакви осъдителни постъпки на жертвата: „Чухте ли какво била направила миналата седмица?“.
3. Жертвата не бива канена на срещи или гласувана в състава на комитети или комисии, тя е изключвана от подобни активности или се самоизключва.
4. Колективът фокусира вниманието си върху критичен инцидент, който „показва що за човек е той/тя“.
5. Всички споделят убеждението, че засегнатият заслужава някакъв вид официално наказание, „трябва да му/й бъде даден урок“.
6. Решението за наказание се формира в необичаен момент, например, не по време на годишния отчет за дейността на фирмата или организацията.
7. Изобилстваща от емоции, клеветническа риторика по адрес на жертвата в устен или писмен вид.
8. Официално изразяване на групово негативно отношение към жертвата, например, цензуриращ вот, подписи под петиция, среща на участващите в мобинга, чиято цел е да се реши какво да се прави с набелязаното лице.
9. Високо ниво на секретност, поверителност и колегиална солидарност между мобърите.
10. Различие в мненията вече не може да съществува, изказването в защита на жертвата става опасно.
11. Добавят се истински или измислени дребни прегрешения на жертвата, така че „смъртният ѝ грях“ да започне да „зове“ към взимане на наказателни мерки.
12. Жертвата се възприема като отвратителна личност, без всякакви компенсиращи качества; прилагат се стигматизиращи, изключващи етикети.
13. Заобикалят се официалните санкциониращи механизми, тъй като мобърите поемат нещата в свои ръце.
14. Оказва се съпротива на всяко независимо, външно мнение за наложените на жертвата санкции.
15. Безкомпромисен отказ на всякакви призиви за външна помощ от жертвата.
16. Страх от насилие от противниковата страна съществува у мобърите, у жертвата или и у двете страни". 

## Мобингът и обществото
Тормозът на работното място(аналогично – в учебното заведение или академичните среди, в интернет и т.н.) не е проблем само на набелязаната личност. Ако в една организация се допускат тормоз и психическо малтретиране, това е проблем на всички, защото това означава, че никой не е в безопасност.
Тормозът на работното място е форма на системен тормоз. За да се сложи край на психотерора е необходимо повече от един човек да каже: „СТИГА“. Започнете с образоване на себе си и на колегите си. Ако забележите, че ваш колега е обект на тормоз, поговорете с него или нея насаме и предложете вашата подкрепа. Мобингът е нарушение на човешките права, чието идентифициране и доказване не винаги е лесно. Най-лесният начин е като начало да намерите свидетел, който да подкрепи твърдението ви, че сте тормозени.
Когато мобърът успее да принуди своите жертви да напуснат фирмата/организацията, той е спечелил. По този начин той се чувства възнаграден за лошото си поведение и няма стимул да спре. Ред е на следващата жертва. Този цикъл трябва да бъде преустановен. Основна задача на ръководството на фирмата е да покаже, че психическо насилие в компанията няма да бъде толерирано под никаква форма (политика на „нулева толерантност“ към мобинга).
Тормозът струва скъпо не само на жертвите, но и на цялото общество.
Д-р Кенет Уестхюз (Kenneth Westhues), професор по социология от университета Ватерло, Канада, доказва съществуването на пряка връзка между мобинга и редица масови убийства в САЩ и Канада от последните години. Най-известните от тях са това в Колумбайн, окръг Джеферсън, Колорадо (1999 г.), убийствата, извършени от Пиер Лебрун (Pierre Lebrun) в Отава (1999 г.), Валъри Фабрикант (Valery Fabrikant, 1992 г.) в Монреал, Бисванат Халдер (Biswanath Halder) (2003 г., Кливлънд) и Сунг Ху Чо (Seung-Hui Cho, 2007 г.) Вирджиния.
NYPD (Полицейското управление на Ню Йорк) е съставило списък с 271 случая на масови убийства, извършени от активни стрелци на публично място между 1966 г. и 21 декември 2012 г. Изследване на NYPD разкрива, че повече от половината, или 153, от тези убийства са се случили след 2000 г. Шест от дванайсетте най-масови убийства в историята на САЩ са били извършени след 2007 г. Според разследване на в. The Washington Post, броят на масовите убийства в САЩ ескалира след 1980 г. Масовите убийства в училищата и колежите често се анализират повърхностно от медиите и като основна причина за тях се посочват фактори като насилието в литературата, киното и видеоигрите.

## Мобингът в киното
- „A Few Good Men“ (1992)
- „Amadeus“ (1984)
- „A Map of the World“ (1999)
- „An Enemy of the People“ (1966)
- „Beyond the Gates of Splendor“ (2004)
- „Breaker Morant“ (1979)
- „Bully“ (2001)
- „Butterfly“ (1999)
- „Capturing the Friedmans“ (2003)
- „Carrie“ (1976)
- „Dead Poets Society“ (1989)
- „Después de Lucía“ (2012)
- „Disclosure“ (1994)
- „Dogville“ (2004)
- „Guilty by Suspicion“ (1990)
- „I Like to Work / Mi Piace Lavorare“ (2004)
- „Indictment: the McMartin Trial“ (1991)
- „KickOff“ (2010)
- „Les miserables“ (1997)
- „Life on Mars“ (TV Series 2006–2007)
- „Lord of the Flies“ (1990)
- „Malena“ (2000)
- „Mean Girls“ (2004)
- „Mean Creek“ (2004)
- „Mr. Holland's Opus“ (1995)
- „Murder on a Sunday Morning“ (2001)
- „Odd Girl Out“ (2004)
- „Pretty Persuasion“ (2005)
- „Ridicule“ (1996)
- „River's Edge“ (1987)
- „School Ties“ (1992)
- „Stalin“ (1992)
- „Swept from the Sea“ (1997)
- „The Children's Hour“ (1961)
- „The Count of Monte Cristo“ (2002)
- „The Crucible“ (1996)
- „The Devils“ (1971)
- „The Human Stain“ (2003)
- „The Nasty Girl“ (1990)
- „The Reader“ (2008)
- „The Scarlet Letter“ (1995)

- „Чучело“ (1983)
- „Класс“ (2007)
- „Школа (сериал)“ (2009)